# Csaba Balogh
Csaba Balogh (* 10. března 1987, Budapešť, Maďarsko) je maďarský šachový velmistr. Titulu šachového velmistra dosáhl již v roce 2004, když se o rok dříve stal evropským šampiónem v kategorii do 16 let. Ve stejné kategorii také jako člen maďarské reprezentace v roce 2003 vyhrál mistrovství světa družstev.
V roce 2006 obsadil druhé místo na maďarském mistrovství. Jeho zatím největší úspěch přišel v roce 2011, když obsadil dělené 2.-5. místo na šampionátu v Dubaji. Od té doby se konstantně řadí mezi sto nejlepších evropských hráčů, přičemž svého nejlepšího umístění na světovém žebříčku dosáhl na začátku roku 2012.